# Nedam (jama)
Nedam je krška jama na Velebitu. 
Nalazi se u nacionalnom parku Sjevernom Velebitu, u strogom rezervatu prirode Hajdučkim kukovima. 11. kolovoza 2019. godine međunarodna speleološka ekspedicija sastavljena od 69 speleologa iz Hrvatske i osam europskih država i SAD-a došla je nakon dva tjedna do dna jame. Otkriće je iznenadilo speleologe jer nisu očekivali nešto spektakularno. No potencijal još nije do kraja istražen. Za doći do dna speleolozi su morali napraviti bivak na dubini od 300 metara. Zasad je utvrđeno da je duboka 740 metara. Tom dubinom spada u deset najdubljih hrvatskih jama, zasad na šestom mjestu. Jama ima kapacitet za još veće dubine jer se i dalje nastavlja. Perspektive postoje u višim djelovima i na samom dnu. Različita je od ostalih jama koje su uglavnom okomite, njena morfologija je drugačija. Građena je kao splet meandra, što je netipično.  U jami je pronađena endemska pijavica.
2019. godine jama je istražena do 1021 metra dubine. Početkom kolovoza 2020. speleolozi su produbili jamu do 1226 metara dubine. U tjedan dana prošli su kroz mjestimice uske i hidrološki aktivne kanale. U zadnjem dijelu preronili su 30 metara dugačak i šest metara dubok potopljeni sifon. Nakon sifona pronašli su nastavak jame, koji će biti predmet budućih istraživanja. Organizator istraživačke ekspedicije na ljeto 2020. bili su Planinarsko športsko društvo Velebit iz Zagreb, NP Sjeverni Velebit i Komisija za speleologiju Hrvatskoga planinarskog saveza. Ekspediciju je činilo blizu 50 speleologa. Izvedena su interdisciplinarna znanstvena istraživanja s fokusom na geologiju, biologiju i klimu podzemlja te utjecaj klimatskih promjena, pa će se moći ustanovit eološki profil i starost jame. Podzemni bivci postavljeni su na 300, 600 i 900 metara dubine za višednevne boravke speleologa u podzemlju, a jama je opremljena za istraživanja u lipnju. Opažene su endemske velebitske pijavice i u gornjem dijelu jame, a inače su obično prisutne u dubljim dijelovima. Led je nestao iz jame, dok ga je prije bilo. Temperature u jami su od dva stupnja Celzijeva u gornjem dijelu do četiri stupnja na dnu.
Nedam je četvrta jama u Hrvatskoj dublja od tisuću metara. I Nedam i te ostale jame su u Strogom rezervatu Hajdučkim kukovima i Rožanskim kukovima, koji je dio NP Sjeverni Velebit.

## Vanjske poveznice
- SO PDS Velebit Nedam, YouTube